# Albstadt-Frauen-Etappenrennen
Das Albstadt-Frauen-Etappenrennen war ein Etappenrennen im Frauenradrennsport, das von 2000 bis 2016 im baden-württembergischen Albstadt ausgetragen wurde. 2016 war das Rennen einmalig Teil des UCI Women Junior Nations’ Cup.
Das Rennen bestand aus zwei oder drei Etappen.
Rekordsiegerin mit fünf Siegen ist die Deutsche Hanka Kupfernagel, gefolgt von Trixi Worrack mit drei Erfolgen.

## Siegerinnen
| - 2016 Juliette Labous - 2015 Hanka Kupfernagel - 2014 Reta Trotmann - 2013 Hanka Kupfernagel - 2012 Hanka Kupfernagel - 2011 Hanka Kupfernagel - 2010 Hanka Kupfernagel - 2009 Charlotte Becker | - 2008 Trixi Worrack - 2007 Trixi Worrack - 2006 Trixi Worrack - 2005 Nicole Brändli - 2004 Monika Furrer - 2003 Irene Hofstetter - 2002 Tina Liebig - 2001 Tanja Hennes - 2000 Kerstin Scheitle |